# Forua
Forua és un municipi de la província de Biscaia, País Basc. Pertany la comarca de Busturialdea-Urdaibai. Forua és un municipi situat al marge esquerre de la ria de Mundaka al nord de la província i de la localitat de Gernika a la que va estar incorporat. Se situa sobre un antic poblat romà construït en el segle i i que servia de centre comercial de la zona i port de navegació de cabotatge pel Mar Cantàbric. Aquest poblat va ser abandonat en el segle v.